# サンドのぼんやり〜ぬラジオ
『サンドのぼんやり〜ぬラジオ』は、東北放送（TBCラジオ）で年1回放送された宮城県ローカルの特別番組である。毎年夏に、東北放送が主催する屋外イベント「TBC夏まつり」開催初日の土曜日の深夜に放送されることが恒例となっていた。

## 概要
2011年（平成23年）7月23日・24日の2日間にかけて開催された「TBC夏まつり2011 絆みやぎ Smile Again!」に併せて放送された『TBC32時間ラジオ〜Smile Again〜』の中で、7月23日の19:00から21:30まで『サンドのぼんやり〜ぬラジオ PART1』が、翌24日（23日深夜）の1:00から4:00まで『サンドのぼんやり〜ぬラジオ PART2』が放送された。
好評を受け、2012年（平成24年）以降は『サンドのぼんやり〜ぬラジオ』として、「TBC夏まつり」の開催期間の日曜未明（土曜深夜）1:00から3:00までの2時間枠で放送。通常、同時間帯にTBCラジオより宮城県内を放送対象地域にネット放送されている『オードリーのオールナイトニッポン』を差し替える形となる。
2016年以降は放送開始時間を3時間繰り上げ、22:00から90分間の放送に変更。
同局制作で、他地域でも放映されているサンドウィッチマンの冠番組『サンドのぼんやり〜ぬTV』との関連性は低いが、年によっては当番組の密着VTRや連動企画がテレビ放送される場合もある。

## 出演者
- サンドウィッチマン
  - 伊達みきお
  - 富澤たけし
- 狩野英孝
  - 2011年のPART2放送の際にゲストとして出演、インドから40時間かけて帰国し番組に直行したにもかかわらず、買い出し企画として深夜に国分町に牛丼を買いに行かされるなどの扱いを受ける[1]。2012年からは出演者として毎年出演。
- ムーディ勝山
  - 2012年の放送から毎年出演。レギュラー出演している東北放送（TBCラジオ）『それいけミミゾー』と同様にラジオカー担当で、深夜に投稿者を訪問するなどし、レポートを行う[3]。スタジオのサンドウィッチマンからの呼びかけに、力強い「右から来たものを左へ受け流すの歌」と共に登場する、屋外の中継現場で“スイカ割り”を行う[注 2]など、この番組ならではの“お約束”も多い。

ゲスト
- Wコロン（2011年、PART1）
- トータルテンボス（2011年、PART1）
- トミドコロ（2011年、PART2）
  - サンドウィッチマンの事務所の後輩。財布の中身の所持金を当てるクイズ企画の際に、深夜に電話をかけられて登場。
- ワッキー貝山（2011年、PART2）
  - 主に東北エリアで活動しているローカルタレント。
- たいがー・りー（2015年）

## コーナー紹介
- コレあるから頑張れる！（2011年、PART1）
  - 頑張ることが出来る食べ物や趣味を投稿から紹介。
- 元気なアイツ（2011年、PART2）
  - まわりのやたらと元気な家族や友人のことを投稿から紹介。
- 今夜のオカズ（2011年、PART2）
  - 周囲に理解されないかもしれない異性へのフェチを投稿から紹介。
- モノマネグランプリ（2011年）
  - 投稿者に電話をかけ物まねを披露してもらう。
- バスルームからこんばんは（2011年、2013年）
  - 自宅の風呂場にいる投稿者に電話をかけトーク。
- サンドの悩み相談（2011年）
  - 投稿者に電話をかけて悩みを聞く。『ぼんやり〜ぬTV』内のコーナーのラジオ版。
- 休憩要員募集（2011年、PART2）
  - 伊達・富沢・狩野の休憩要員を募集。一人が休憩する間、残る2人とトークする。「自力で深夜の八木山TBCスタジオに来れる方」というオープンな条件だったため、要員の一人としてワッキー貝山が出演した。
- 聞いたら、なんだか明るくなる話（2012年）
  - 「ちょっと明るくなるエピソード」をテーマにメッセージを募集して紹介。
- バスルームで咳払い（2012年）
  - 自宅の風呂場にいる投稿者に電話をかけ咳払いをしてもらう。
- 番組観覧リスナー（2012年、2013年、2014年、2015年）
  - TBCの“絆スタジオ”前の廊下に客席を設け、事前に公募した観客に、ガラス越しに放送の様子を見てもらう。
- あなたの部屋にムーディが行きます（2012年、2013年）
  - ムーディ勝山が応募者の部屋に訪れ、ネタを披露する様子を放送。2013年にはムーディ勝山を「もてなしてくれる」人を募集した。
- 聞いたら、ますます眠れなくなる話（2013年）[6]
  - 「とっておきの話、聞いたら気になって眠れなくなる話」をテーマにメッセージを募集して紹介。おもしろいメッセージを送って来た投稿者には、オチを生電話で話してもらう。
- 狩野英孝に説教！（2013年）
  - 狩野英孝を説教したい人から説教内容を募集し発表。スタッフが「直接電話で言ってもらったほうがいい」と判断した説教内容については、投稿者に電話をつないで直接、狩野英孝に説教してもらう。「ほめてあげたい」という内容のメッセージも同時に募集。
- 同居人をドッキリ！深夜に掃除機（2013年）
  - 深夜に掃除をおこなう「ドッキリ！」を同居人に仕掛け、サンド＆狩野が生電話で説明する。
- クイズ！名久井麻利（2013年）
  - 当時『ぼんやり〜ぬTV』のアシスタントであった名久井麻利アナウンサーについて、伊達＆富沢、狩野がどれだけ分かっているかクイズを出題。
- 長渕剛選手権・浜崎あゆみ選手権（2014年）
  - それぞれのモノマネを出来る人・挑戦者に電話をし「こんなこと言いそう」な雰囲気物まねを披露してもらう。
- 姉or妹をドッキリさせたいBOY（2014年、2015年）
  - 同居している、姉または妹に「寝起きドッキリ」を仕掛ける。
- 深夜の怖〜〜〜い話（2014年、2015年）
  - 「電話口で2分程度の怖い話が出来る人」を募集し、披露してもらう。
- 深夜でも営業している意外なお店にムーディ勝山が伺います（2014年）
  - あまり知られていない深夜に頑張って営業しているお店に、ラジオカーに乗ったムーディ勝山が訪れネタを披露する。
- 深夜でもTBCラジオが流れているスポットにムーディ勝山が伺います（2015年）[7]
- 「動物の鳴きまね」選手権（2015年）[7]